# Weißer Riese (Kiel)

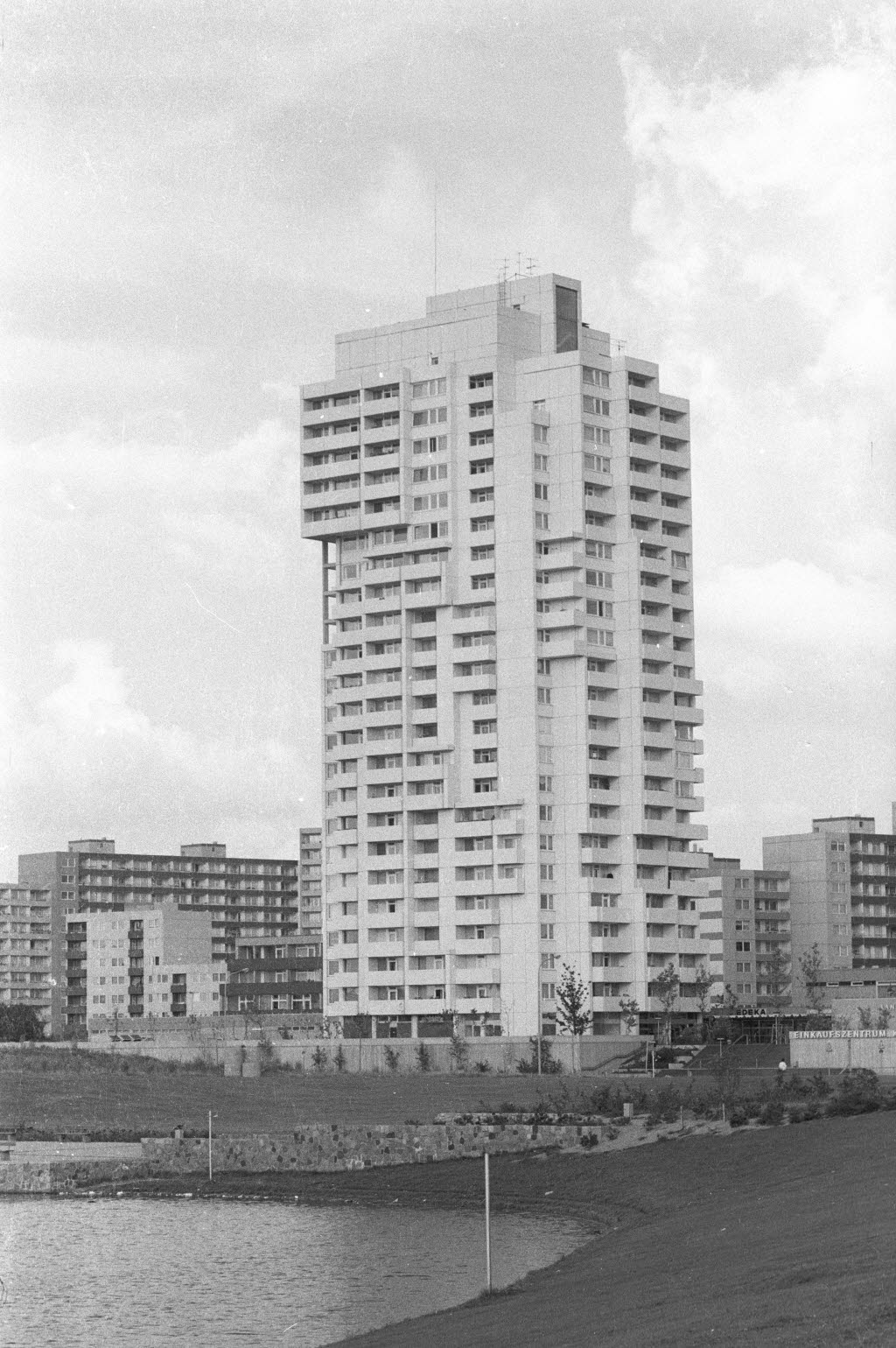
Weißer Riese (1974)

Der Weiße Riese ist ein Wohnhochhaus im Kieler Stadtteil Mettenhof. Das Gebäude umfasst insgesamt 25 Etagen, von denen 22 bewohnt sind, 2 als Trockenraum, Waschküche und Bodenraum dienen und eine Etage als Werkraum für die Aufzüge genutzt wird. Das Gebäude steht im Zentrum von Mettenhof am Kurt-Schumacher-Platz. 

## Allgemein
Der Weiße Riese ist Kiels höchstes Wohngebäude und gilt als das Wahrzeichen Mettenhofs. Er ist 85 Meter hoch und hat eine Fläche von 25 × 25 Metern. In den Jahren 1968 bis 1971 wurde das Hochhaus nach den Plänen des Hamburger Architekten Hans Konwiaz errichtet. Seit 2014 ist das Hochhaus im Besitz des Wohnimmobilienunternehmens Grand City Properties.

## Probleme
Der Zustand des Gebäudes hat sich in den letzten Jahrzehnten verschlechtert. So geht aus einem Zeitungsbericht der Kieler Nachrichten hervor, dass das Treppenhaus „völlig heruntergekommen“ sei, im Treppenhaus Müllsäcke von Bewohnern herumstünden, die Wände des Treppenhauses zum Teil verschmiert seien.